# Diogo Sarmento Sotomaior
Diogo Sarmento Sotomaior foi um nobre português e senhor da vila de Salvatierra do Minho, bispado de Tui, Galiza, quando este território pertencia o Reino de Portugal. 

## Relações Familiares
Foi filho de Garcia Fernandez Sarmento, que foi senhor de Salvaterra, Tui, Galiza, e nasceu em 1380 e de D. Teresa de Sotomaior, nascida também por volta de 1380.
Casou com D. Leonor de Meira de quem teve um filho:
1. D. Garcia Sarmento, que foi casado com D. Francisca de Soutomaior.